# Chimarra augusta
Chimarra augusta är en nattsländeart som beskrevs av Morse 1971. Chimarra augusta ingår i släktet Chimarra och familjen stengömmenattsländor. Inga underarter finns listade i Catalogue of Life.